# Alice Greene
Alice Norah Gertrude Greene, coneguda com a Alice Greene, (Upton, Northamptonshire, Regne Unit, 15 d'octubre de 1879 − Saint Brélade, Jersey, 26 d'octubre de 1956) fou una tennista britànica, guanyadora d'una medalla d'argent olímpica.
Era filla d'Emma i Richard Greene, metge i superintendent del Northampton County Lunatic Asylum de la població d'Upton.
Durant la seva carrera tennística, el seu èxit més destacat fou la medalla d'argent olímpica en els Jocs Olímpics de Londres 1908, en categoria individual interior. En categoria individual exterior acabà en cinquena posició. En el seu palmarès destaquen els títols individuals de Queen's Club (1907) i Montecarlo (1909). En el torneig de Wimbledon fou semifinalista els anys 1903 i 1904. Compaginà la seva carrera tennística amb els esports d'hoquei sobre herba i golf.
La seva medalla olímpica fou subhastada l'any 2010, que fou adquirida per l'All England Club per 4.320£.

## Jocs Olímpics
| Any  | Campionat                                     | Oponent                   | Resultat      |
| ---- | --------------------------------------------- | ------------------------- | ------------- |
| 1908 | Jocs Olímpics, Londres, Regne Unit (interior) | Gwendoline Eastlake-Smith | 2−6, 6−4, 0−6 |